# Beryl Reid
Beryl Elizabeth Reid (Hereford, Inglaterra, 17 de junio de 1919-South Buckinghamshire, Inglaterra, 13 de octubre de 1996), fue una actriz teatral, cinematográfica y televisiva de nacionalidad británica.

## Primeros años
Fue hija de padres escoceses y se crio en Mánchester, donde estudió en las escuelas secundarias de los barrios de Withington y Levenshulme de esa ciudad.

## Carrera
Reid empezó a trabajar en una revista en la temporada teatral veraniega de 1936 en Bridlington. Aunque no tuvo un aprendizaje formal, llegó a actuar como actriz de comedia en el Royal National Theatre de Londres. 
Su primera gran éxito llegó con el show radiofónico de la BBC Educating Archie, haciendo el papel de la traviesa colegiala Monica y posteriormente el de Marlene.
Los múltiples papeles de Reid para el cine y la TV recibieron buenas críticas. Entre ellos cabe destacar el papel de lesbiana que le había valido un Premio Tony a la Mejor Actriz Principal en una Obra de Teatro en El asesinato de la hermana George, y que en la versión para la pantalla le supuso una nominación para el Globo de Oro a la mejor actriz dramática. La gira con la obra no había sido un éxito, y la actriz sufrió rechazo ciudadano a causa de su personaje homosexual.
Reid interpretó a Connie Sachs en dos producciones, Tinker, Tailor, Soldier, Spy y Smiley's People. Por Smiley's People ganó un BAFTA a la mejor actriz de televisión. Otro de sus papeles televisivos fue el de una añosa y subversiva feminista en el drama de 1987 The Beiderbecke Tapes.
Además de actuar, Reid escribió una autobiografía, So Much Love.

## Fallecimiento
Beryl Reid falleció en 1996 en South Buckinghamshire, Inglaterra, a causa de complicaciones surgidas tras una operación en la rodilla. Tenía 77 años de edad. Sus restos fueron incinerados.

## Filmografía
| Año  | Título                                 | Personaje                        | Observaciones                                                                       |
| ---- | -------------------------------------- | -------------------------------- | ----------------------------------------------------------------------------------- |
| 1954 | The Belles of St Trinian's             | Miss Wilson                      |                                                                                     |
| 1956 | The Extra Day                          | Beryl                            |                                                                                     |
| 1960 | Two-Way Stretch                        | Miss Pringle                     |                                                                                     |
| 1962 | The Dock Brief                         | Doris Fowle, la difunta esposa   |                                                                                     |
| 1968 | Inspector Clouseau, el rey del peligro | Mrs. Weaver                      |                                                                                     |
| 1968 | Star!                                  | Rose                             |                                                                                     |
| 1968 | El asesinato de la hermana George      | June 'George' Buckridge          | Nominada al Globo de Oro a la mejor actriz - Drama                                  |
| 1969 | The Assassination Bureau               | Madame Otero                     |                                                                                     |
| 1970 | Entertaining Mr Sloane                 | Kath                             |                                                                                     |
| 1970 | The Beast in the Cellar                | Ellie Ballantyne                 |                                                                                     |
| 1971 | Psychomania                            | Mrs. Latham                      |                                                                                     |
| 1972 | Father, Dear Father                    | Mrs. Stoppard                    |                                                                                     |
| 1972 | Dr. Phibes Rises Again                 | Miss Ambrose, prima de Harry     |                                                                                     |
| 1973 | No Sex Please, We're British           | Bertha Hunter                    |                                                                                     |
| 1977 | Joseph Andrews                         | Mrs. Slipslop                    |                                                                                     |
| 1978 | Rosie Dixon - Night Nurse              | Matrona                          |                                                                                     |
| 1979 | Tinker, Tailor, Soldier, Spy           | Connie Sachs                     | Episodio "Smiley Tracks the Mole" Nominada al BAFTA a la mejor actriz de televisión |
| 1980 | Rhubarb Rhubarb                        | Mujer del propietario de la casa |                                                                                     |
| 1981 | Late Flowering Love                    |                                  | segmento "Invasion Exercise on the Poultry Farm"                                    |
| 1982 | Doctor Who                             | Briggs                           | (serial Earthshock)                                                                 |
| 1982 | Smiley's People                        | Connie Sachs                     | (Episodio #1.3) BAFTA a la mejor actriz de televisión                               |
| 1983 | Yellowbeard                            | Lady Lambourn                    |                                                                                     |
| 1983 | The Wind in the Willows                | Ms. Carrington Moss              |                                                                                     |
| 1985 | The Doctor and the Devils              | Mrs. Flynn                       |                                                                                     |
| 1985 | The Secret Diary of Adrian Mole        | May Mole                         | (5 episodios)                                                                       |
| 1987 | The Growing Pains of Adrian Mole       | Abuela Mole                      | (6 episodios)                                                                       |
| 1987 | The Beiderbecke Tapes                  | Sylvia                           | (1 episodio)                                                                        |